# Stephen Williams (homme politique)
Pour les articles homonymes, voir Stephen Williams et Williams.
Stephen Roy Williams (né le 11 octobre 1966) est un homme politique britannique libéral démocrate qui est député pour Bristol Ouest de 2005 à 2015. Dans le gouvernement de coalition Cameron-Clegg il est sous-secrétaire d'État parlementaire au ministère des Communautés et des Gouvernements locaux de 2013 à 2015.
Il arrive troisième aux élections municipales inaugurales de l'ouest de l'Angleterre en 2017, quatrième aux élections générales au Royaume-Uni de 2017, où il se représente à son ancien siège de Bristol West, et quatrième aux élections municipales à l'ouest de l'Angleterre en 2021.

## Jeunesse et éducation
Stephen Roy Williams est né le 11 octobre 1966. Il grandit dans le village d'Abercynon dans la vallée de la Cynon du Glamorgan, au pays de Galles. Il fréquente la Mountain Ash Comprehensive School et l'Université de Bristol, où il obtient son diplôme en histoire en 1988 ,. Pendant son séjour à l'Université de Bristol, il est président de l'association SDP/libéral et membre actif de la branche locale du SDP . Il est conseiller fiscal agréé et travaille pour Coopers et Lybrand, qui fusionne plus tard avec PricewaterhouseCoopers, de 1988 à 1995. Il travaille comme directeur fiscal pour Kraft Jacobs Suchard en 1995, et dans le même poste pour Grant Thornton de 1996 à 2001 à Cheltenham et Bristol, puis comme comptable fiscal pour divers cabinets de 2001 à 2005 ,.

## Carrière politique

### Avant le Parlement
Williams est élu au conseil du comté d'Avon en 1993 pour Cabot dans le centre de Bristol. L'autorité est supprimée en 1996. Il est élu au conseil municipal de Bristol en 1995, dans le même quartier de Cabot . Il reste conseiller jusqu'en 1999, dirigeant le groupe libéral-démocrate au conseil de 1995 à 1997 ,.
Aux élections générales de 1997, Williams se présente comme candidat libéral-démocrate pour Bristol South, où il arrive troisième avec 13,4% des voix. Il est le candidat libéral-démocrate de Bristol West en 2001, et arrive deuxième avec 28,9 % des voix, et à nouveau en 2005, lorsqu'il bat la députée travailliste Valerie Davey avec 38,3 % des voix. Il devient le premier député libéral ou libéral-démocrate à Bristol depuis 1935, ainsi que le premier député libéral-démocrate ouvertement homosexuel. Sa victoire est attribuée à l'opposition du parti aux frais de scolarité et à la guerre en Irak .

### Député
Après son élection le 5 mai 2005, le chef des libéraux démocrates de l'époque, Charles Kennedy nomme Williams porte-parole du parti en matière de santé publique. Dans ce poste, il siège au comité qui examine un projet de loi sur la santé qui introduit une interdiction de fumer dans les lieux publics. Williams soutient une interdiction de fumer dans tous les lieux publics, plutôt qu'une proposition alternative visant à exempter les clubs et pubs privés qui ne servent pas de nourriture de l'interdiction. Il remporte un prix de l'Organisation mondiale de la santé pour son plaidoyer en faveur d'une interdiction totale . Le 29 novembre 2005, Williams présente un projet de loi de dix minutes à la Chambre des communes pour réduire l'âge du vote à 16 ans. La motion est soutenue par une majorité de membres travaillistes et de libéraux-démocrates, mais contrée par les conservateurs. Il est battu par 136-128 voix . En juin 2006, Williams lance une campagne contre l'intimidation homophobe, après avoir organisé la première enquête du comité sur l'éducation et les compétences sur l'intimidation dans les écoles.
Lors des élections à la direction des libéraux-démocrates de 2006, Williams est le directeur de campagne de Chris Huhne . Après les élections, le chef nouvellement élu Menzies Campbell transfère Williams au portefeuille de l'enseignement supérieur. Après la réorganisation des ministères par le nouveau premier ministre Gordon Brown en juillet 2007, Campbell remanie son équipe et Williams devient le porte-parole du parti sur les écoles. À la suite de l'élection de Nick Clegg comme leader, que Williams a soutenu contre Chris Huhne, Williams devient le porte-parole du parti pour l'innovation, les universités et les compétences ,.
Williams conserve son siège aux élections générales de 2010 avec 48,0 % des voix. Williams est président du groupe parlementaire multipartite sur le tabagisme et la santé entre juillet 2010 et octobre 2013 . Entre 2010 et 2013, il est porte-parole du Trésor libéral-démocrate . En janvier 2013, Williams présente une motion du comité d'arrière-ban pour réduire l'âge du vote. La motion a été adoptée .
En octobre 2013, Williams est nommé sous-secrétaire parlementaire au ministère des Communautés et des Gouvernements locaux (DCLG). En tant que ministre des communautés, ses responsabilités comprennent la cohésion communautaire, les relations raciales, le localisme et les droits communautaires, les maisons vides, les normes de logement, les règlements de construction, la planification des quartiers, le changement climatique et le développement durable . En mars 2014, Williams publie les propositions du gouvernement à la suite de l'examen des normes de logement, qui recommandent une rationalisation des normes de logement du gouvernement, des autorités locales et de l'industrie dans un ensemble national . En tant que ministre des Communautés, Williams annonce un nouveau financement pour la promotion de la langue cornique et reconnait le peuple de Cornouailles en tant que minorité nationale au même titre que les autres peuples celtes des îles britanniques .

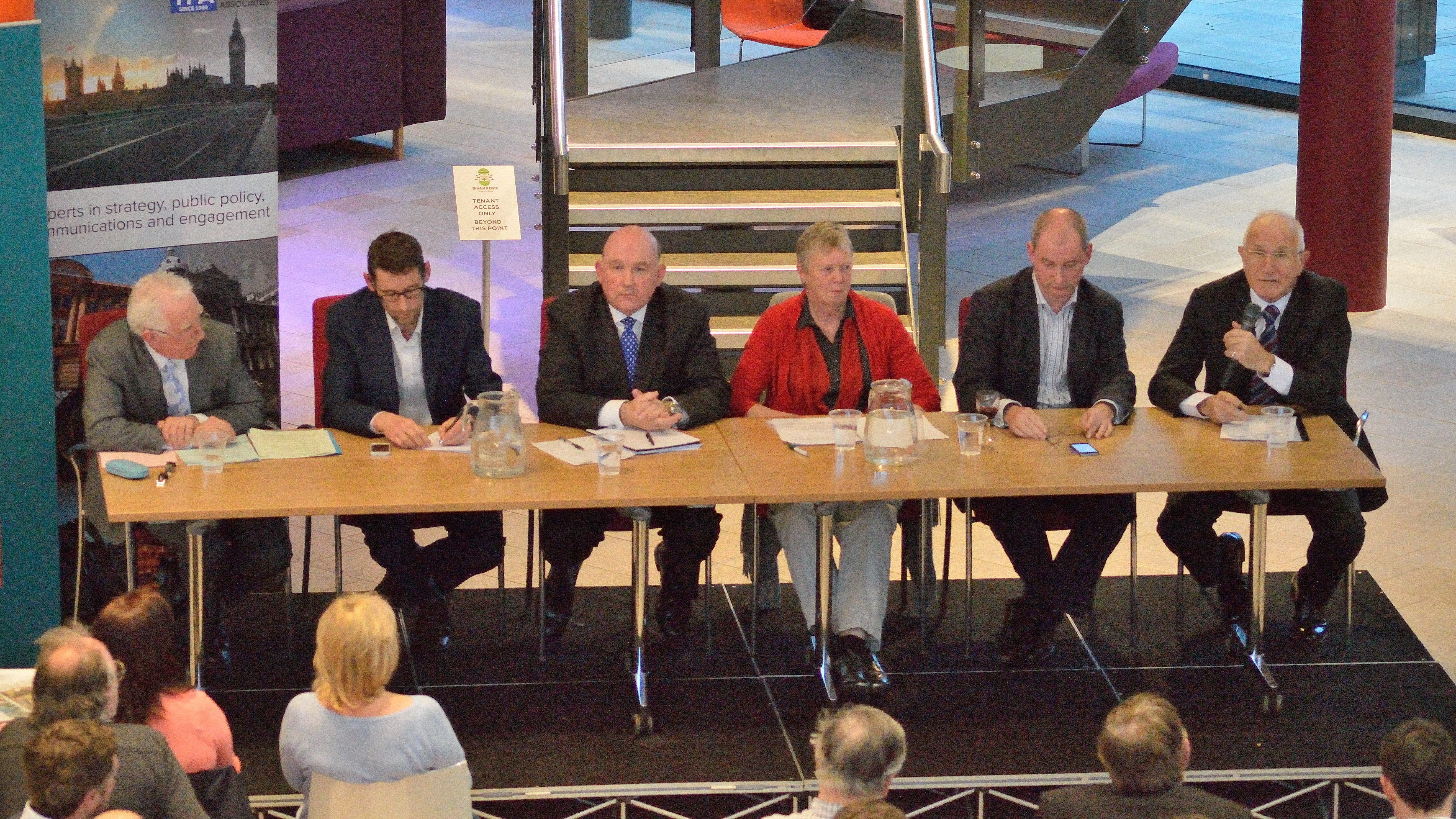
Williams dans un débat sur les infrastructures de transport du candidat à la mairie de l'ouest de l'Angleterre en 2017 au parc scientifique de Bristol et de Bath

Aux élections générales britanniques de 2015, Williams perd son siège face au candidat du Parti travailliste Thangam Debbonaire, arrivant troisième avec 18,8 % des voix.

### Carrière post-parlementaire
Il est sélectionné comme candidat libéral-démocrate aux élections municipales de l'ouest de l'Angleterre de 2017, où il arrive troisième avec 20,2 % des voix . La même année, il se représente à son ancien siège de Bristol West, faisant campagne sur l'adhésion du Royaume-Uni à l'Union européenne . Il arrive quatrième avec 7,3 % des voix . Lors des élections au Parlement européen de 2019, il est troisième candidat sur la liste des libéraux-démocrates pour le sud-ouest de l'Angleterre. La liste recueille 23,2 % des voix, les deux candidats devant lui étant élus . Il est à nouveau le candidat libéral-démocrate aux élections municipales de l'ouest de l'Angleterre en 2021. Il arrive à la quatrième place, avec 16,3 % des voix .